# Kemi fyr
Kemi 1 är en av tre obemannade utsjöfyrar/kassunfyrar söder om den finska staden Kemi, längst upp i Bottenviken.
Som Kemi fyr ingår den i den svenska sjörapporten. 

## Historik[1]
Kemi fyrskeppsstation från 1885 ersätts av tre kassunfyrar.
- 1973 byggdes fyren på fundament nedslaget i botten, bestående av ett stålrör med en diameter på 1 meter.
- 1974 sprängdes fyren och ett fundament i form av kassun. Kassunen, med en diameter på 26 m och en höjd på 5 meter, var gjuten på land sjösattes och förankrades därefter. Därefter göts ett 25 meter högt torn som försågs med helikopterplatta.
- 1975 tändes den nya fyren.